# موسی مرآت
میرزا موسی خان مرآت از سیاستمداران ایرانی بود، که در دوره‌های  نهم ،  دهم،  یازدهم و  دوازدهم بعنوان نماینده کرمانشاه  در مجلس شورای ملی حضور داشت.